# Barbilophozia cavifolia
Barbilophozia cavifolia là một loài rêu trong họ Anastrophyllaceae. Loài này được H. Buch & S.W. Arnell Stotler & Crand.-Stot. mô tả khoa học đầu tiên năm 1977.